# Dracaena canaliculata
Dracaena canaliculata (sin. Sansevieria canaliculata), biljna vrsta porodice šparogovki (Asparagaceae) koju je prvi opisao Carrière 1861.

## Sinonimi
- Sansevieria canaliculata Carrière
- Sansevieria pfennigii Mbugua
- Sansevieria schimperi Baker
- Sansevieria sulcata Bojer ex Baker

## Vanjske poveznice
- Arhivirana inačica izvorne stranice od 23. ožujka 2007. (Wayback Machine)